# Cruz de Cong
A Cruz de Cong (em irlandês:  Cros Chonga, "o baculum amarelo") é uma cruz processional com cúspides ornamentada cristã irlandesa do início do século XII, que foi, como diz uma inscrição, feita para Tairrdelbach Ua Conchobair (falecido em 1156), Rei de Connacht e Grande Rei da Irlanda para doar a a Igreja Catedral do período que estava localizada em Tuam, Condado de Galway, Irlanda. A cruz foi posteriormente transferida para a Abadia de Cong em Cong, Condado de Mayo, de onde leva o seu nome. Ele foi projetado para ser colocado em cima de um cajado e também é um relicário, projetado para conter um pedaço da suposta Verdadeira Cruz. Isso lhe deu importância adicional como um objeto de reverência e foi, sem dúvida, a razão para a beleza elaborada do objeto.
A cruz está exposta no National Museum of Ireland, Dublin, tendo estado anteriormente no Museum of the Royal Irish Academy, Dublin. É considerado um dos melhores exemplos de trabalho em metal e arte decorativa de seu período na Europa Ocidental.

## Descrição

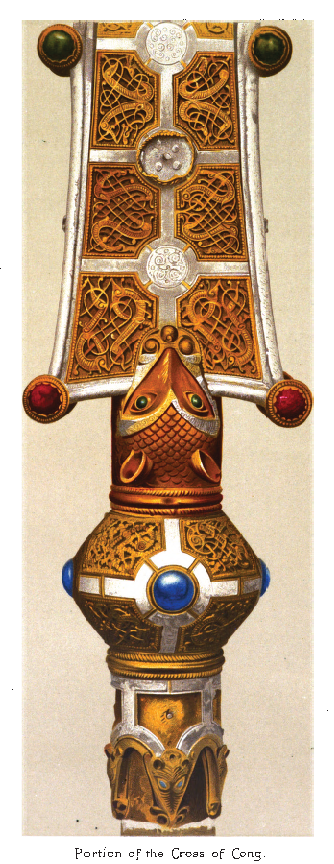
Detalhe de Notas na Cruz de Cong

A cruz consiste em uma cruz de carvalho, coberta com ouro, prata, nielo, cobre, bronze, latão, esmalte, vidro colorido e outras ornamentações.  Além das características de design irlandês tradicional da arte insular, a cruz também exibe algumas influências vikings e românicas,  incluindo decoração de ' tiras ' no estilo Urnes. Foi sugerido que os elementos estilísticos insulares mais antigos podem ser um revivalismo deliberado. A decoração inclui minuciosos trabalhos de filigrana de ouro em um padrão entrelaçado chamado na frente e nas costas. Da base das cabeças das feras de cada lado agarra-se a cruz na boca, uma característica também encontrada nas cruzes alemãs. A forma geral da cruz era considerada românica, mas descobertas recentes mostraram formas muito semelhantes em peças irlandesas muito anteriores.  Algumas das pedras preciosas originais e peças de vidro que cravejados a cruz estão faltando.
Há uma grande peça polida de cristal de rocha no centro da cruz. Abaixo dele foi colocada a relíquia (enviada de Roma por volta do ano 1123 DC) do que na época se acreditava ser a Verdadeira Cruz. A relíquia está perdida e era apenas um pequeno fragmento de madeira. O cristal é semitransparente, uma vez que permite que a relíquia seja parcialmente vista pelo observador.
A cruz tem 30 polegadas (76 cm) altura e os braços têm 18+3/4 polegadas (1 802 cm) de largura. 
Como cruz processional, a cruz era carregada montada em seu bastão, à frente de uma procissão religiosa, por um dos sacerdotes oficiantes ou coroinhas. Freqüentemente, essas cruzes eram removidas de seu bastão e colocadas no altar durante a cerimônia.
A reencarnação de técnicas de metalurgia irlandesas com séculos de idade, como a justaposição de esmalte vermelho e amarelo, é vista na Cross of Cong e no santuário Manchan. 

## História
Segundo os anais irlandeses, apoiados pelas inscrições na própria cruz (que se referem a personagens históricos conhecidos), a cruz foi feita no condado de Roscommon. Nos anais, a cruz é às vezes chamada na língua irlandesa de "an Bacall Buidhe", que se traduz como "o bastão amarelo" - uma referência à sua cor dourada.

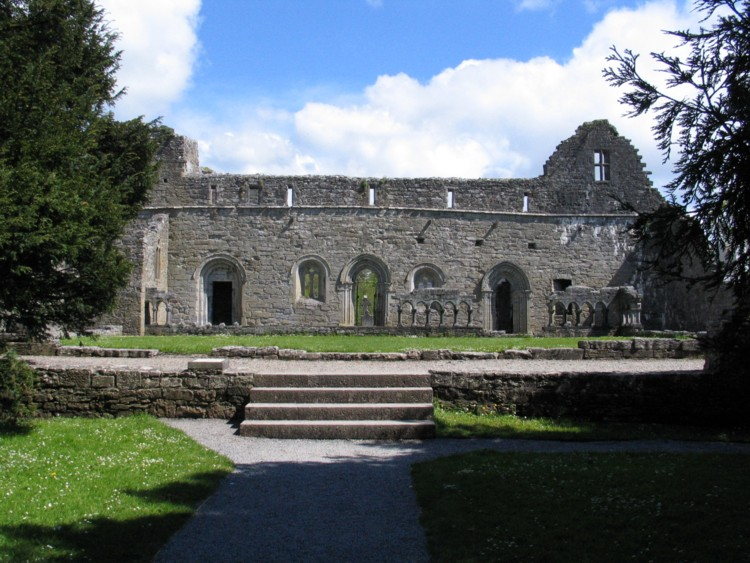
Ruínas da Abadia de Cong, Condado de Mayo

Em 1123 D.C., de acordo com os anais irlandeses, um pequeno pedaço da suposta Cruz Verdadeira chegou à Irlanda e foi consagrado em Roscommon. A cruz então parece ter se movido para Tuam. Em uma data anterior, provavelmente em meados do século XII, a cruz foi movida de Tuam para a Abadia de Cong, uma abadia fundada pelos agostinianos em um local cristão muito anterior.
Nos séculos posteriores, a localização exata da cruz na área de Cong é incerta, mas parece ter sido escondida por habitantes locais e eclesiásticos em suas casas por causa da perseguição religiosa contra católicos, que atingiu seu auge na Irlanda sob as leis penais.
Em 1680, Ruaidhrí Ó Flaithbheartaigh, o historiador do condado de Galway, viu a cruz (a que se referiu como o "Abade da Cruz de Cong" ) e copiou inscrições dela. Edward Lhuyd de Gales, amigo de Ó Flaithbheartaigh, registrou esse fato em sua "Archaeologia Britannica", publicada em 1707. 

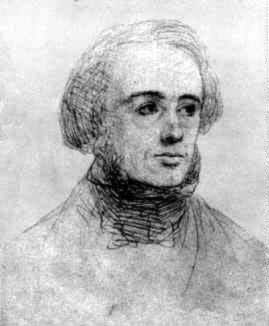
James MacCullagh (1809–1847)

No século XIX, George Petrie, o antiquário irlandês, estava ciente de que o livro de Lhuyd mencionava a cruz, embora tenha interpretado mal os detalhes em parte. Em 1822, o próprio Petrie viu a cruz quando passou por Cong em uma excursão que fez por Connacht.  Petrie contou a seu amigo, o professor James MacCullagh (do Trinity College, Dublin ), sobre a cruz e seu valor histórico.  MacCullagh, usando seu próprio dinheiro, embora não fosse um homem rico, posteriormente comprou a cruz do pároco de Cong - Pe. Michael Waldron. Fr. Waldron havia sucedido Pe. Patrick Prendergast como pároco de Cong, quando Pe. Prendergast morreu em 1829 e descobriu a cruz entre seus pertences. Pe. Patrick Prendergast, um agostiniano, também foi considerado o último abade da Abadia de Cong. Pe. Prendergast havia descoberto a cruz escondida em uma velha arca de carvalho mantida em uma casa na vila, onde se dizia ter sido guardada desde meados do século XVII (época da conquista cromwelliana da Irlanda ). Pe. Prendergast guardou então a cruz em sua casa, chamada 'Abbotstown', localizada em uma fazenda na cidade de Ballymagibbon (ou Ballymacgibbon), que fica perto de Cong.  William Wilde, que era desta parte da Irlanda, viu a cruz em sua infância na posse de Pe. Prendergast, que afirmava que naquela época (início do século XIX) que a cruz era usada na capela do Cong nas festas de Natal e Páscoa, quando era colocada no altar durante a missa.  MacCullagh apresentou a cruz em 1839 à Royal Irish Academy, onde foi por um longo período um de seus artefatos mais valiosos.  
Por volta de 1890, a cruz foi transferida para o recém-inaugurado Museu Nacional de Ciência e Arte de Dublin, que foi o antecessor do Museu Nacional da Irlanda, e permaneceu no mesmo prédio quando o Museu Nacional da Irlanda foi fundado em 1925. Hoje, a cruz permanece no Museu Nacional da Irlanda, embora tenha estado em exibição no Museu Nacional da Irlanda - Country Life, Turlough Park, Castlebar, a partir de 31 de março de 2010 por um ano, enquanto o museu de Dublin estava sendo reformado. Esta foi a primeira vez que a cruz deixou Dublin desde a década de 1830.

## Inscrições
A cruz tem inscrições,  - todas em irlandês, com exceção de uma em latim.

### Latim
A inscrição em latim ocorre duas vezes - uma de cada lado da haste - em um caso as letras da sexta palavra são PAHUS e, no outro, PASUS ; deve ler PASSUS . Uma gravura fac-símile (tirada de uma fricção) de uma dessas inscrições é mostrada abaixo,

 Em latim moderno, isso é traduzido como 
 "Hāc cruce crux tegitur quā pas [s] us conditor orbis",  
 que foi traduzido como 
 "Com esta cruz está coberta a cruz sobre a qual sofreu o Criador do Mundo."  
 ou, com significado semelhante, como 
 "Nesta cruz está preservada [ou conservada] a cruz na qual o Fundador do mundo sofreu."  

### Irlandês

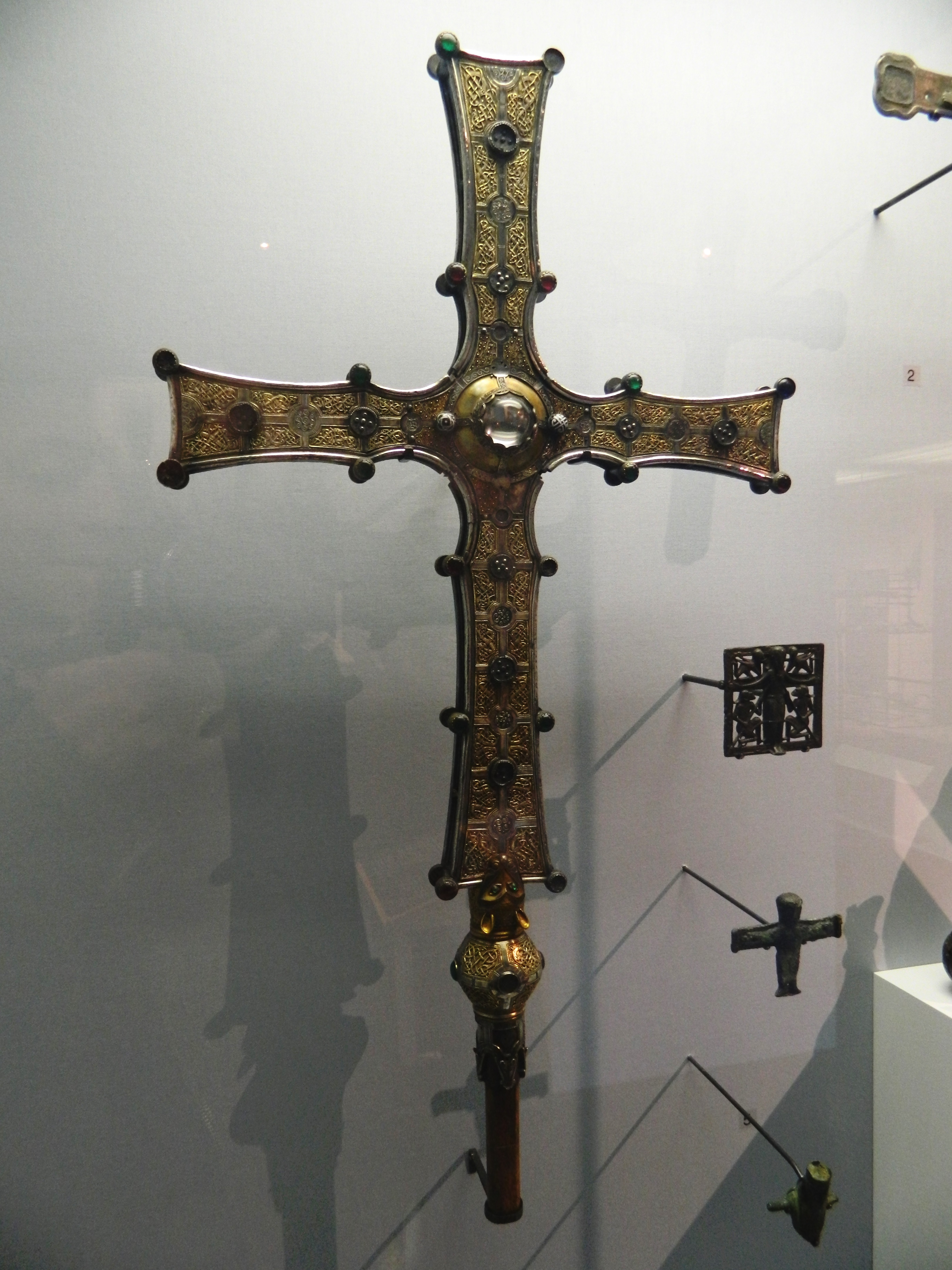
Réplica no Museu do Ulster

Além disso, as inscrições traduzidas no idioma irlandês são as seguintes:
 Uma oração para Tairrdelbach Ua Conchobair, para o Rei da Irlanda, para quem este santuário foi feito.  
 Ore por Muireadhach Ua Dubhthaigh, o Sênior de Erin. 
 Ore por Domnall mac Flannacáin Ua Dubthaig, Bispo de Connacht e Comarb [Sucessor] dos [Santos] Comman e Ciaran, sob cuja superintendência o santuário foi feito.  
 Ore por Mael Isu mac Bratdan O Echan, que fez este santuário.  